# Jeremih (album)
Singles
Jeremih est le premier album studio du chanteur américain Jeremih, sorti en 2009. Il se classe no 1 au Billboard Top R&B/Hip-Hop Albums. Cet album s'est vendu à 59 000 exemplaires, la semaine de sa sortie.[réf. nécessaire]

## Liste des chansons
1. That Body
2. Birthday Sex
3. Break Up to Make Up
4. Runway
5. Raindrops
6. Starting All Over
7. Imma Star (Everywhere We Are)
8. Jumpin
9. Hatin' on Me
10. My Sunshine
11. My Ride
12. Buh Bye
13. Birthday Sex (Up-tempo)